# Филантроп (телесериал)
«Филантроп» — американский приключенческий драматический телесериал, премьера которого состоялась на канале NBC 24 июня 2009 года. Сериал частично основан на жизни Бобби Сэйгера. Съёмки сериала, в основном, происходили в ЮАР.
21 Октября 2009 года телеканал NBC отменил показ шоу, несмотря на многочисленные просьбы фанатов.

## Сюжет
Главный персонаж сериала, Тедди Рист, является миллиардером-плейбоем, которого постоянно преследует память о смерти его сына. Его жизнь радикально меняется после того как он спасает мальчика во время урагана в Нигерии. В результате, Рист начинает использовать своё состояние чтобы лично изменять жизни других в лучшую сторону.

## Актёры и персонажи
- Теодор Карл «Тедди» Рист (Джеймс Пьюрфой) — англо-американский миллиардер, лично помогающий разнообразным людям в нужде.
- Филип Мэйдстоун (Джесси Л. Мартин) — совладелец компании Риста и его лучший друг.
- Оливия Мэйдстоун (Нив Кэмпбелл) — жена Филипа, управляет благотворительным фондом компании.
- Дакс (Майкл Кеннет Уильямс) — ветеран Иракской войны и телохранитель Тедди.
- Эй Джей Баттерфилд (Линди Бут) — директор особых проектов компании «Мэйдстоун-Рист».
- Джулия Карсон Рист (Криста Аллен) — бывшая жена Тедди.
- Жерар Ким (Джеймс Олбрехт) — персональный ассистент Тедди.

## Список серий
Названия серий (кроме первой) являются местами пребывания Тедди.

### Эпизоды
1. «Нигерия» — преуспевающий магнат Тедди Рист решает воспользоваться своими деньгами чтобы помочь людям нуждающимся в помощи. Сперва, он решает лично доставить вакцину в нигерийский городок с больными детьми.
2. «Мьянма» — компания «Мэйдстоун-Рист» попадает под удар организации по защите прав человека из-за их связей с бизнесами в Мьянме, где военное правительство заставляет людей добывать нефть и газ в нечеловеческих условиях. Тедди решает навестить демократического лидера бывшей Бирмы До Мэй Лин Вай, которая находится под домашним арестом (является параллелью Аун Сан Су Чжи). Ему также необходимо найти отца девочки, нуждающейся в трансплантации почки.
3. «Париж» — во время командировки в Париже Оливия встречается со своей старой подругой Изабеллой, которая сознаётся что находится в долгу у работорговца Бежана, похищающего девушек в Восточной Европе для проституции. Бежан убивает Изабеллу, заставляя Оливию, Тедди и Филипа, которые решают освободить пленённых девушек и посадить злодея.
4. «Нигерия (часть 2)» — Тедди возвращается в Куджаму, Нигерия — местоположение его первого доброго дела. Он открыл там нефтеперерабатывающий завод, чтобы помочь бедной деревне. Но затем знакомую Тедди похищает лидер местных повстанцев, Джонатан Банколе, который требует, чтобы Тедди договорился с правительством Нигерии о выкупе (деньги Тедди ему не подходят). Тем временем, в Нью-Йорке, Филип решает последовать примеру Тедди и начинает помогать безработному знакомому и его сыну.
5. «Косово» — Тедди летит вместе со своей бывшей женой Джулией в Косово, рассказывая ей о своей попытке открыть там бокситовую шахту чтобы заработать деньги и заодно помочь местной экономике. Тедди желает чтобы сербы и албанцы работали вместе на шахте, но обе группы отказываются работать друг с другом.
6. «Сан-Диего»
7. «Кашмир»
8. «Гаити»